# Orthopsyllidae
Orthopsyllidae é uma família de crustáceos da ordem Harpacticoida.